# Спортивна гімнастика на літніх Олімпійських іграх 2020 — паралельні бруси (чоловіки)
Змагання зі спортивної гімнастики на паралельних брусах серед чоловіків на літніх Олімпійських іграх 2020 відбувалися 3 серпня 2021 року в Гімнастичному центрі Аріаке. 

## Передісторія
Це була 25-та поява цієї дисципліни на Олімпійських іграх. Її проводили щоразу, коли були змагання в окремих вправах. Їх не було в 1900, 1908, 1912 і 1920 роках.

## Формат змагань
Гімнасти, що посіли перші 8 місць у цій вправі у кваліфікаційному раунді (але щонайбільше 2 від НОК) виходять до фіналу. У фіналі гімнаст знову має виконати вправу на паралельних брусах, а оцінки кваліфікаційного раунду не враховуються.

## Розклад
Змагання відбуваються впродовж двох окремих днів.
Вказано Японський стандартний час (UTC+9)
| Дата                    | Час               | Раунд                 |
| ----------------------- | ----------------- | --------------------- |
| Субота, 24 липня 2021   | 10:00 14:30 19:30 | Кваліфікаційний раунд |
| Вівторок, 3 серпня 2021 | 17:00             | Фінал                 |

## Результати

### Кваліфікація
| Місце | Гімнаст                          | Оц. скл. | Оц. вик. | Штр. | Загалом | Qual. |
| ----- | -------------------------------- | -------- | -------- | ---- | ------- | ----- |
| 1     | Цзоу Цзиньюань (CHN)             | 6.8      | 9.366    |      | 16.166  | Q     |
| 2     | Лукас Даузер (GER)               | 6.7      | 9.033    |      | 15.733  | Q     |
| 3     | Ю Хао (CHN)                      | 6.8      | 8.866    |      | 15.666  | Q     |
| 4     | Ферхат Арікан (TUR)              | 7.0      | 8.566    |      | 15.566  | Q     |
| 5     | Семюель Мікулак (USA)            | 6.4      | 9.033    |      | 15.433  | Q     |
| 6     | Сяо Жотен (CHN)                  | 6.4      | 9.000    |      | 15.400  | –     |
| 7     | Joe Fraser (GBR)                 | 6.6      | 8.800    |      | 15.400  | Q     |
| 8     | Петро Пахнюк (UKR)               | 6.6      | 8.733    |      | 15.333  | Q     |
| 9     | Белявський Давид Сагітович (ROC) | 6.6      | 8.725    |      | 15.325  | Q     |
| 10    | Дайкі Гашимото (JPN)             | 6.2      | 9.100    |      | 15.300  | R1    |
| 11    | Ватару Танігава (JPN)            | 6.4      | 8.841    |      | 15.241  | R2    |
| 12    | Далалоян Артур Грачевич (ROC)    | 6.4      | 8.833    |      | 15.233  | R3    |

Резервісти
Резервісти на фінал у паралельних брусах серед чоловіків:
1. Дайкі Гашимото (JPN)
2. Ватару Танігава (JPN)
3. Далалоян Артур Грачевич (ROC)

Гімнасти, які посіли досить високе місце, але не потрапили до фіналу через правило не більш як два гімнасти від однієї НОК:
- Сяо Жотен (CHN)

### Фінал
| Місце | Гімнаст                          | Оц. скл. | Оц. вик. | Штр. | Загалом |
| ----- | -------------------------------- | -------- | -------- | ---- | ------- |
| 1     | Цзоу Цзиньюань (CHN)             | 6.9      | 9.333    |      | 16.233  |
| 2     | Лукас Даузер (GER)               | 6.7      | 9.000    |      | 15.700  |
| 3     | Ферхат Арікан (TUR)              | 7.0      | 8.633    |      | 15.633  |
| 4     | Ю Хао (CHN)                      | 6.9      | 8.566    |      | 15.466  |
| 5     | Белявський Давид Сагітович (ROC) | 6.6      | 8.600    |      | 15.200  |
| 6     | Семюель Мікулак (USA)            | 6.4      | 8.600    |      | 15.000  |
| 7     | Петро Пахнюк (UKR)               | 6.1      | 8.433    |      | 14.533  |
| 8     | Джо Фрейзер (GBR)                | 6.1      | 8.400    |      | 14.500  |